# 開元殿
23°36′14″N 120°22′29″E / 23.603896°N 120.374740°E
開元殿，是位於臺灣嘉義縣溪口鄉柴林村的鄭成功廟，有世界最大的鄭成功、甘輝、與張萬禮神像。
供奉開台尊王鄭成功，高53.4公尺、約15層樓的神像及大樓是當地主要地標。

## 沿革
神像原先是祖先來自泉州府的柴林村鄭姓家族奉祀，1970年興建此廟。廟址位在溪口鄉柴林村柴林脚1之2號。隔年舉行安座大典，其後陸續完成中殿、一貫道先天佛堂等建設。隨著信徒驟增，原先六十八坪的本殿由於空間限制已不敷使用，於是管理委員會找林炎貴承包工程，在1982年以十餘名技術工人、約三百名信徒，花費新台幣二百萬元，將本殿墊高一丈，騰出一層樓空間用以闢設講堂。
1995年12月9日，鄭成功大神像暨文物紀念館於1舉行剪綵典禮，耗資一億五千萬。此巨像為得過薪傳獎的林增桶所設計。廟方雖然建立了全球最高的鄭成功像，但受限於經費，未能同時配建張萬禮、甘輝，後來日本女企業家以一千萬資助。2000年3月15日，廟方作為養老院、以鄭成功幼名命名的福松養護中心動土，時任中華民國總統的李登輝跟行政院長蕭萬長參加。2003年福松養護中心落成，並闢建鄭成功紀念公園。2015年12月11日，成功寶劍落成，長四二尺，可出入鞘。2016年11月20日，廟方舉行鄭成功聯合會秋季大典兼甘輝、張萬禮兩神像落成典禮，由嘉義縣長張花冠、立委陳明文等各界參與剪綵。

## 祭祀
每年舉辦九皇禮斗大齋法會，有五營陣、淨水池、平安如意橋，金沙玉石陣、一〇八火箍、七星平安橋、八卦火城、八卦聖劍陣、九曲燈、千手觀音賜福陣、七星陣、觀音淨水陣、令旗陣等陣容過火儀式。

## 外部連結
- 開元殿官網
- 開元殿的Facebook專頁